# Gmina Hällefors
Gmina Hällefors (szw. Hällefors kommun) – gmina w Szwecji, w regionie Örebro, z siedzibą w Hällefors.
Pod względem zaludnienia Hällefors jest 245. gminą w Szwecji. Zamieszkuje ją 7688 osób, z czego 49,92% to kobiety (3838) i 50,08% to mężczyźni (3850). W gminie zameldowanych jest 511 cudzoziemców. Na każdy kilometr kwadratowy przypada 7,77 mieszkańca. Pod względem wielkości gmina zajmuje 105. miejsce.